# Discografia de Marilyn Manson
A banda de metal industrial Marilyn Manson já lançou doze álbuns de estúdio, um álbum ao vivo, um álbum de compilações, 38 singles e 44 vídeos musicais.
Após a formação da banda em 1989 e após fecharem um contrato com a Nothing Records em 1993 a banda lançou seu primeiro álbum de estúdio chamado "Portrait Of An American Family em 1994. No ano seguinte foi lançado o EP que alavancou o sucesso da banda, "Smells Like Children" que continha a música Sweet Dreams (Are Made of This) que fez bastante sucesso. Em 1996 foi lançado o álbum mais famoso da banda Antichrist Superstar que possuia músicas com letras pesadas e obscuras. Em 1998 foi lançado o álbum Mechanical Animals o álbum da banda que mais vendeu até agora. Em 2000 após vários problemas com a imprensa, por conta do tiroteio em Columbine, a banda lança o disco Holy Wood (In the Shadow of the Valley of Death) que não obteve o sucesso esperado como os álbuns anteriores. Em 2003 é lançado o álbum The Golden Age of Grotesque, após o lançamento deste álbum a banda só lançou um álbum 4 anos depois. Em 2007 após 4 anos sem lançar um álbum, a banda lança o álbum Eat Me, Drink Me, que surpreendeu a todos, pois o álbum possuia uma temática muito mais leve, com letras mais leves e sem a violência de antes. Em 2009 é lançado o álbum The High End of Low . Em 2012 após sair da Interscope Records a banda lança o álbum Born Villain que retornou um pouco a velha temática violenta dos álbuns iniciais da banda, mas que foi o álbum da banda que menos vendeu até agora, com apenas 137 mil cópias vendidas ao redor do mundo. Em 2015 seguiu-se The Pale Emperor, com Heaven Upside Down a ser lançado em 2017, We Are Chaos em 2020 e "One Assassination Under God - Chapter 1" em 2024.

## Álbuns E Vendas

### Álbums de estúdio
| Álbum                                   | Detalhes Do álbum                                                                                             | EUA | AUS | SUI | CAN | FRA | ALE | NOR | Certificações                                              | Vendas    |
| --------------------------------------- | --- | --- | --- | --- | --- | --- | --- | --- | ---------------------------------------------------------- | --------- |
| Portrait of an American Family          | - Lançado em : 19 de julho de 1994 - Gravadora : Interscope Records - Formatos : CD, LP                       |     |     |     |     |     |     |     | - RIAA : Ouro - BPI : Prata                                | 645.000   |
| Antichrist Superstar                    | - Lançado em : 8 de outubro de 1996 - Gravadora : Interscope Records - Formatos : CD, LP                      | 3   | 41  | 37  | 2   | 13  | 100 | 5   | - RIAA : Platina - MC : 2x - ARIA : Ouro - BPI : Ouro      | 7,100,000 |
| Mechanical Animals                      | - Lançado em : 15 de setembro de 1998 - Gravadora : Interscope Records - Formatos : CD, LP                    | 1   | 1   | 6   | 1   | 4   | 7   | 3   | - RIAA : Platina - MC : Platina - ARIA : Ouro - BPI : Ouro | 7,410,000 |
| Holy Wood                               | - Lançado em : 14 de novembro de 2000 - Gravadora : Interscope Records - Formatos : CD, LP                    | 13  | 8   | 6   | 13  | 12  | 11  | 18  | - RIAA : Platina - MC : Ouro - BPI :Ouro                   | 1,573,000 |
| The Golden Age of Grotesque             | - Lançado em : 13 de maio de 2003 - Gravadora : Interscope Records - Formatos : CD, LP                        | 1   | 5   | 1   | 1   | 8   | 2   | 1   | - ARIA : Ouro - BPI : Ouro - BMVI : Ouro                   | 650,000   |
| Eat Me, Drink Me                        | - Lançado em : 5 de junho de 2007 - Gravadora : Interscope Records - Formatos : CD, Download                  | 8   | 9   | 2   | 8   | 9   | 5   | 4   |                                                            | 277,000   |
| The High End of Low                     | - Lançado em : 26 de maio de 2009 - Gravadora : Interscope Records - Formatos : CD, Download                  | 4   | 12  | 6   | 4   | 9   | 9   | 11  |                                                            | 148,000   |
| Born Villain                            | - Lançado em : 1 de maio de 2012 - Gravadora : Cooking Vynil - Formatos : CD, Download                        | 10  | 16  | 4   | 8   | 18  | 8   | 5   |                                                            | 137,000   |
| The Pale Emperor                        | - Lançado em : 20 de janeiro de 2015 - Gravadora : Hell Etc. - Formatos : CD, Download, LP                    | 8   | 6   | 4   | 4   | 10  | 5   | 4   |                                                            | 166,000   |
| Heaven Upside Down                      | - Lançado em : 29 de setembro de 2017 - Gravadora : Loma Vista Records - Formatos : CD, Download, LP          | 8   | 4   | 3   | 4   | 10  | 9   | 9   |                                                            | 52,000    |
| We Are Chaos                            | - Lançado em : 11 de setembro de 2020 - Gravadora : Loma Vista Records - Formatos : CD, Download, LP, Cassete | 8   | 1   | 2   | 8   | 19  | 4   |     |                                                            | 69.000    |
| One Assassination Under God - Chapter 1 | - Lançado em: 232 de novembro de 2024 - Gravadora: Nuclear Blast - Formatos: CD, Download, LP, Cassete        |     |     |     |     |     |     |     |                                                            |           |

### Álbums ao vivo
| Álbum                  | Detalhes Do álbum                                                                                                 | EUA | AUS | SUI | CAN | FRA | ALE | NOR | Certificações | Vendas  |
| ---------------------- | --- | --- | --- | --- | --- | --- | --- | --- | ------------- | ------- |
| The Last Tour On Earth | - Lançado em : 11 de novembro de 1999 - Gravadora : Nothing Records, Interscope Records - Formatos : CD, Cassette | 82  | 50  | 59  |     | 62  | 46  |     | - BPI : Prata | 305,000 |

### EPs
| Título               | Detalhes                                                                                        | EUA | AUS | SUI | CAN | FRA | ALE | NOR | Certificações                                  | Vendas    |
| -------------------- | ----------------------------------------------------------------------------------------------- | --- | --- | --- | --- | --- | --- | --- | ---------------------------------------------- | --------- |
| Smells Like Children | - Lançado em : 24 de outubro de 1995 - Gravadora : Interscope Records - Formatos : CD, Cassete  | 31  | 73  |     | 42  |     |     |     | - RIAA : Platina - CRIA : Platina - BPI : Ouro | 1,309,000 |
| Remix & Repent       | - Lançado em : 25 de novembro de 1997 - Gravadora : Interscope Records - Formatos : CD, Cassete | 102 | 49  |     | 69  |     |     |     |                                                |           |